# Castellciutat

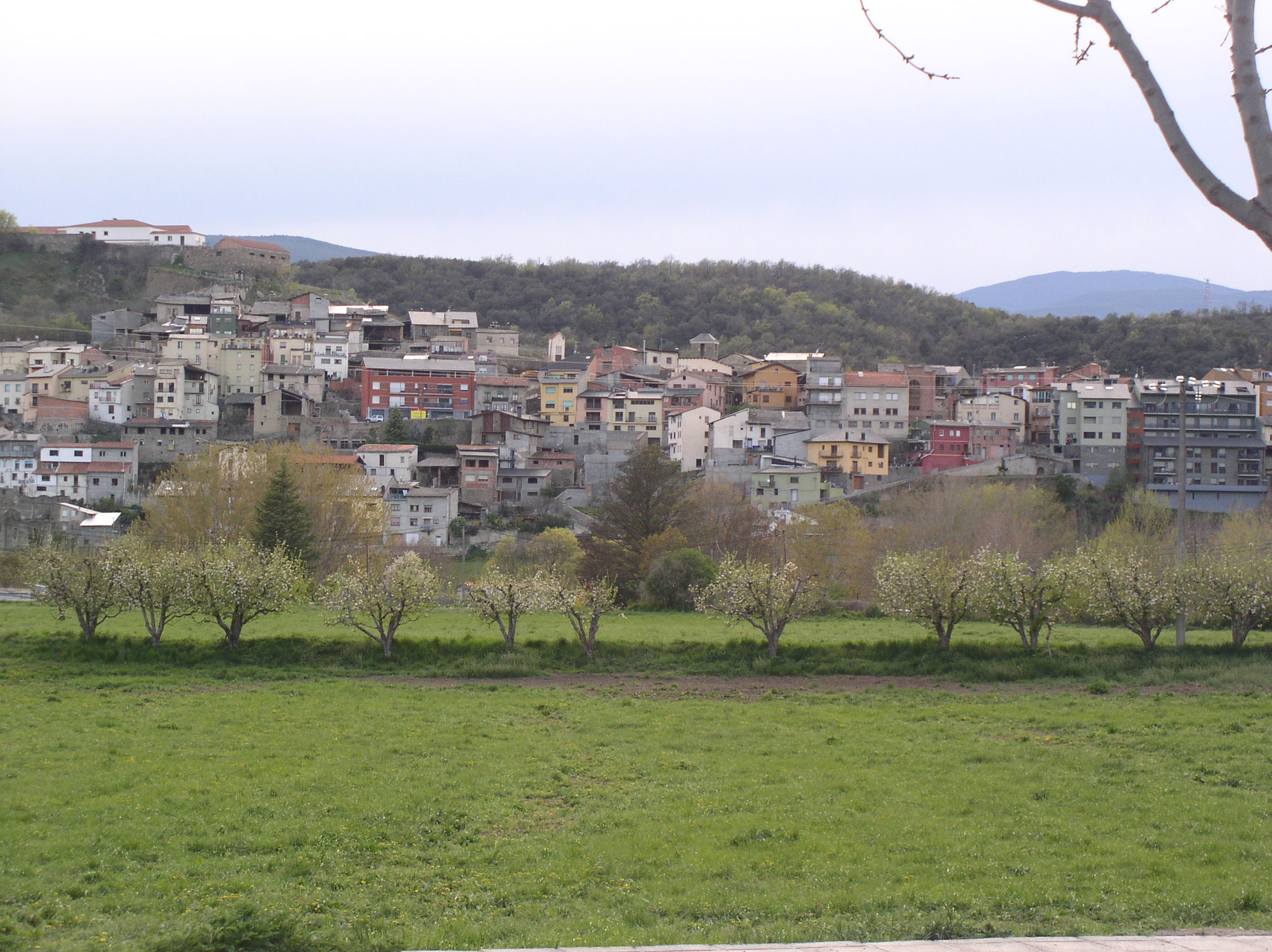
Castellciutat visto desde Horta del Valira (Seo de Urgel).

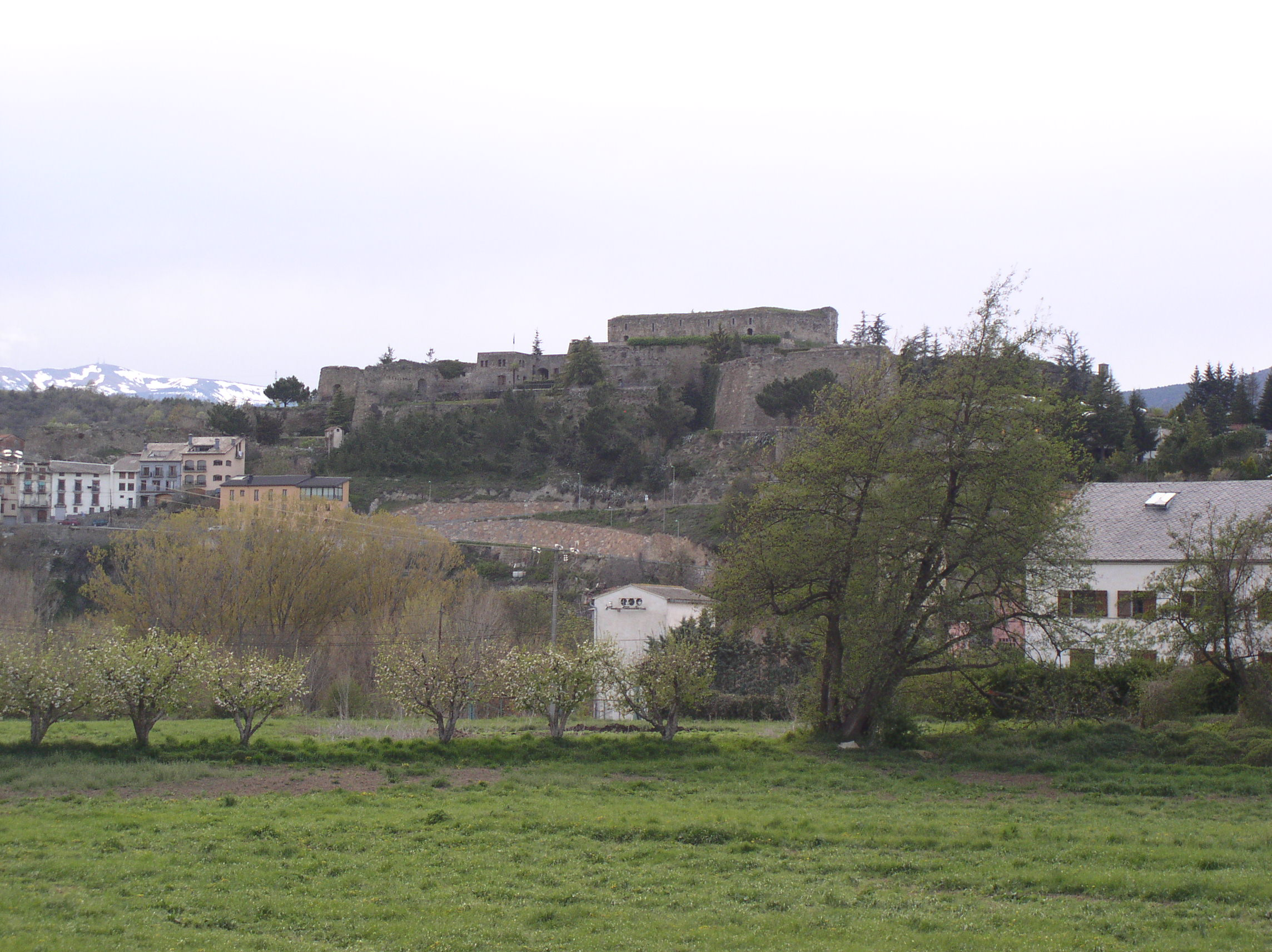
El Castell de Ciutat visto desde Seo de Urgel

Castellciutat es una entidad de población del municipio de Seo de Urgel, en la comarca del Alto Urgel, desde el año 1975, cuando dejó de ser municipio independiente. Esta villa es llamada habitualmente Ciutat (en castellano Ciudad) porque fue llamada así oficialmente hasta el siglo XVI, nombre que contrasta con el número de habitantes que tiene, 451. El pueblo se encuentra encima de una sierra paralela al río Valira y pone fin a la plana de Seo de Urgel. En un lado quedan los restos del antiguo castillo, el Castell de Ciutat, y en el otro lado la Ciutadella. En el pueblo se encuentra la iglesia parroquial de Sant Feliu de Castellciutat.
Durante la guerra de sucesión española, fue una de las últimas ciudades catalanas leales a los austracistas. Siendo tomada por los bórbonicos el 28 de septiembre de 1713. Un intento posterior de recuperar la ciudad terminó en victoria bórbonica el 11 de febrero de 1714.

## Situación
La villa de Castellciutat se encuentra al sector de poniente del municipio de Seo de Urgel. 

Mapa del municipio de Seo de Urgel.